# Piroforicidad

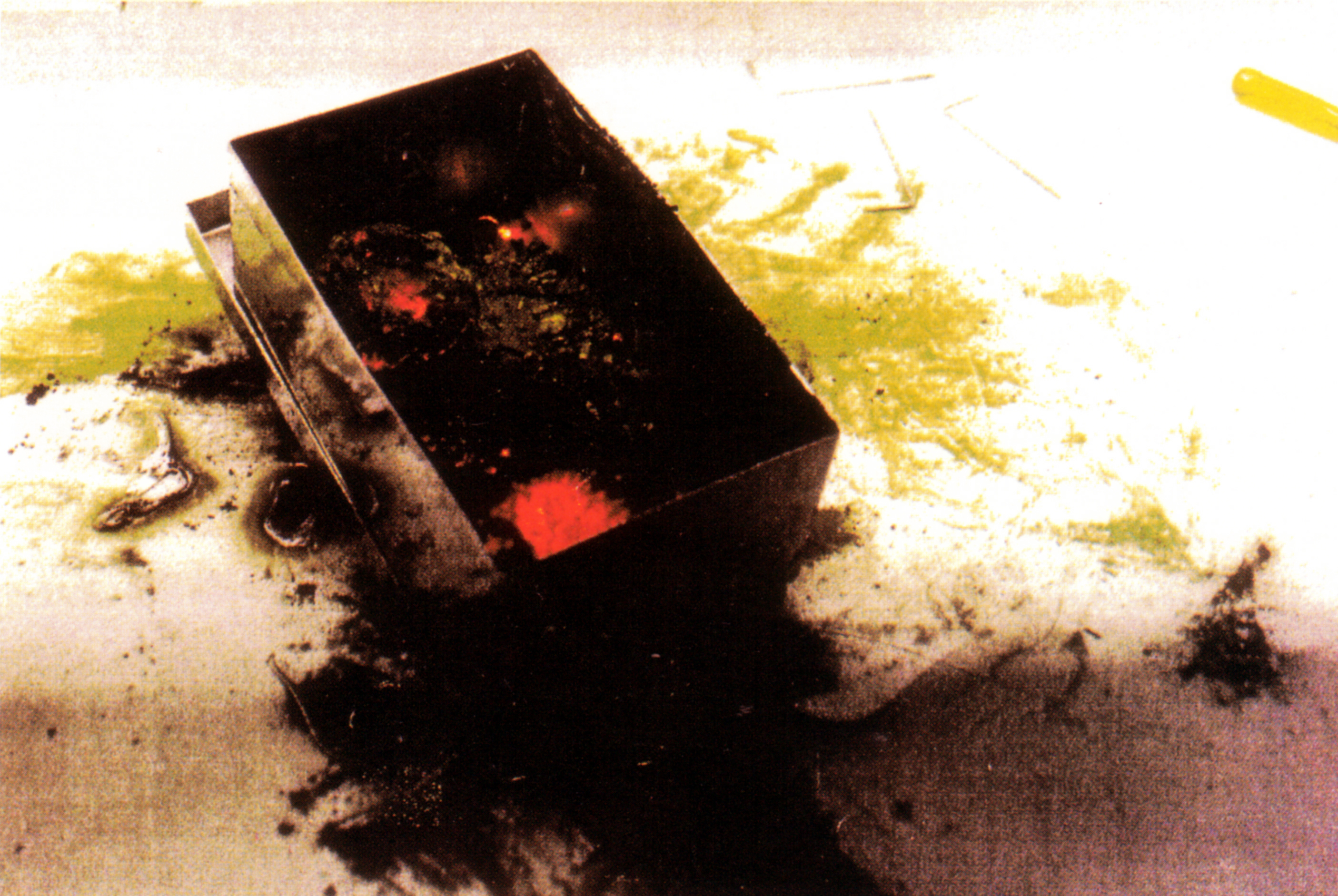
La piroforicidad del plutonio puede causar que se vea como una brasa ardiente bajo ciertas condiciones.

Una sustancia pirofórica (del griego πυροφορος, purophoros, "portador del fuego") puede inflamarse espontáneamente en el aire. Algunos ejemplos son el sulfuro de hierro y muchos metales reactivos como el uranio, cuando se encuentran en polvo o en láminas finas. 
Los materiales pirofóricos son a menudo reactivos frente al agua y por ello, se inflamarán cuando entren en contacto con agua o aire húmedo. Estos materiales pueden ser manejados de forma segura en atmósferas de argón o nitrógeno (con algunas excepciones). La mayoría de los incendios pirofóricos deben ser extinguidos con un extintor de clase D para metales en llamas.

## Usos
La creación de chispas a partir de metales se basa en la piroforicidad de las pequeñas partículas metálicas. Esto puede ser útil, por ejemplo, en los mecanismos de chispas en los encendedores y en diversos juguetes, utilizando ferrocerio; el encendido de fuegos, sin cerillas, con un encendedor firesteel; el mecanismo de disparador con sílex en el percutor de las armas de fuego y los ensayos de chispas en metales ferrosos.

## Manipulación de materiales pirofóricos
Pequeñas cantidades de líquidos pirofóricos se pueden conservar en una botella de cristal con un tapón de PTFE (politetrafluoroetileno). Cantidades más grandes se suministran en tanques de metal similares a los cilindros para gases, diseñados para que una aguja pueda caber a través de la abertura de la válvula. Una jeringa, cuidadosamente seca y con el aire extraído mediante un flujo de gas inerte, se utiliza para extraer el líquido de su recipiente.
Los sólidos pirofóricos requieren el uso de una caja de guantes sellada con gas inerte. Las cajas de guantes son caras y requieren de mantenimiento. Por lo tanto, muchos sólidos pirofóricos se venden como disoluciones o dispersiones en aceite mineral o en disolventes de hidrocarburos más ligeros. Los sólidos levemente pirofóricos (tales como hidruro de aluminio y litio o el hidruro de sodio) se pueden manejar en el aire durante breves períodos de tiempo, pero los envases deben ser evacuados con gas inerte antes de su almacenamiento.
Pequeñas cantidades de materiales pirofóricos y los recipientes ya vacíos deben eliminarse con cuidado, inertizando el residuo. Las sustancias menos reactivas pueden ser eliminadas mediante una fuerte dilución en un  disolvente no reactivo como hexano, colocando el recipiente en un baño de enfriamiento, y añadiendo agua gota a gota. Las sustancias más reactivas puede ser apagadas añadiendo lentamente una disolución diluida de hielo seco, agregando a continuación una sustancia ligeramente reactiva que no se congele en hielo seco para que se mezcle con ella (se usan a menudo éter dietílico húmedo, acetona, alcohol isopropílico y metanol).

## Materiales pirofóricos

### Sólidos
- Alcóxidos metálicos alquilados o haluros no metálicos (dietiletoxialuminio, dicloro(metil)silano)
- Metales alcalinos (sodio, potasio, rubidio, cesio)
- Catalizadores de cobre procedentes de pilas de combustible, por ejemplo, Cu/ZnO/Al2O3[3]
- Reactivos de Grignard (compuestos de la forma RMgX)
- Metales finamente divididos (hierro, magnesio, calcio, circonio, uranio, titanio, bismuto, hafnio, torio)
- Catalizadores de hidrogenación ya usados, como el níquel Raney (especialmente peligroso debido al hidrógeno adsorbido)
- Hidruros metálicos e hidruros no metálicos (germano, diborano, hidruro de sodio, el hidruro de litio y aluminio, trihidruro de uranio)
- Sulfuro de hierro: a menudo se encuentran en instalaciones de petróleo y gas donde los productos de la corrosión de los equipos de acero pueden entrar en ignición si se exponen al aire.
- Derivados parcial o totalmente alquilados de hidruros metálicos y no metálicos (hidruros de dietilaluminio, butillitio, trietilboro)
- El uranio es pirofórico, como se muestra en la vaporización de uranio empobrecido en polvo que puede acabar ardiendo tras el impacto con sus objetivos. En forma finamente dividida es fácilmente inflamable, y los desechos de uranio de las operaciones de mecanizado están sujetas a la ignición espontánea.[4]
- Carbonilos metálicos (octacarbonilo de dicobalto, carbonilo de níquel)
- Telurolmetano (CH3TeH)
- Fósforo (blanco o amarillo)
- Plutonio: varios compuestos son pirofóricos, y esto ha sido la causa de algunos de los incendios más graves ocurridos las instalaciones del Departamento de Energía de Estados Unidos.[5]
- Lodos conteniendo hidrocarburos de petróleo.

### Gases
- Arsina
- Diborano
- Fosfina
- Silano

### Líquidos
- Compuestos organometálicos de metales del grupo principal (por ejemplo, aluminio, galio, indio, zinc y cadmio, etc)
- Trietilborano
- Trimetilaluminio
- Ttrietilaluminio

(Nota: La hidracina se había incluido previamente en esta lista, pero es un compuesto hipergólico, cuando se mezcla con el tetróxido de dinitrógeno, y no pirofórico.)